# NGC 4278
NGC 4278 is een elliptisch sterrenstelsel in het sterrenbeeld Hoofdhaar. Het hemelobject werd op 13 maart 1785 ontdekt door de Duits-Britse astronoom William Herschel.

## Synoniemen
- UGC 7386
- MCG 5-29-62
- ZWG 158.77
- IRAS 12175+2933
- PGC 39764